# 安图地杨梅
安图地杨梅（学名：Luzula pallescens var. castanescens）为灯心草科地杨梅属下的一个变种。

## 扩展阅读
- 維基物種上的相關：安图地杨梅